# Organització de Cooperació i Desenvolupament Econòmics
L'Organització de Cooperació i Desenvolupament Econòmics (OCDE, o OECD segons les sigles en anglès) és una organització internacional formada pels països desenvolupats que accepten els principis de democràcia participativa i lliure mercat. Es va originar el 1948 amb la denominació Organització Europea de Cooperació Econòmica (OECE), per tal d'ajudar en l'administració del Pla Marshall per a la reconstrucció europea després de la Segona Guerra Mundial. Posteriorment es va ampliar a estats no europeus, i el 1961 es va reformar i es va convertir en l'organització actual.

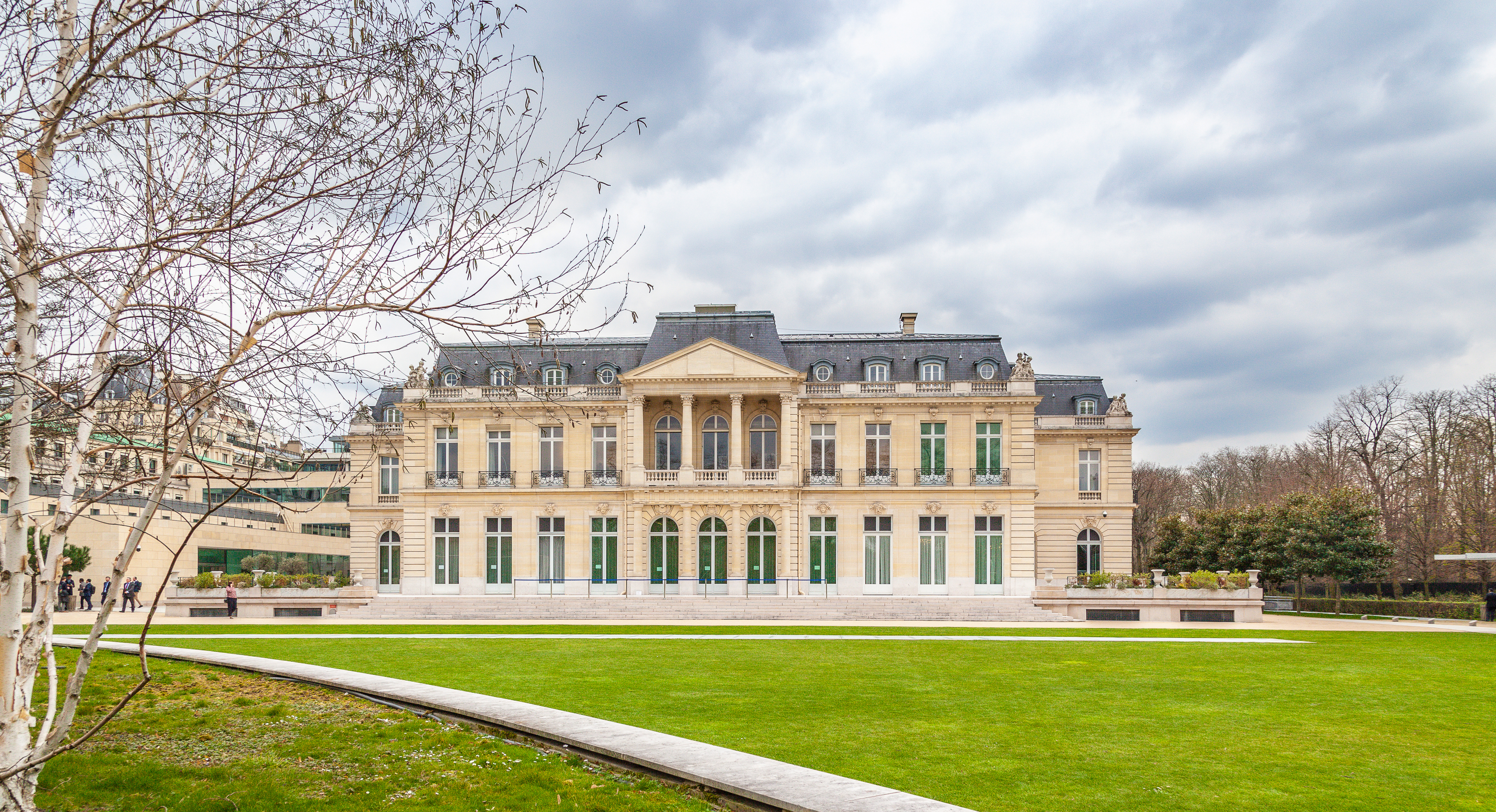
Exterior del Château de la Muette, seu de l'Organització.

La seu de l'OCDE és a París (França) i ocupa el Château de la Muette, que fou adquirit a la família Rothschild. Des de l'1 de juny del 2021 l'australià Mathias Cormann n'és el secretari general. El conjunt dels països membres i socis de l'OCDE representen al voltant del 80% del comerç i de les inversions mundials.

## Objectius
L'Organització de Cooperació i Desenvolupament Econòmics és un fòrum únic, en el qual els governs de 38 democràcies de mercat desenvolupades s'uneixen per a discutir sobre els reptes dels canvis econòmics i socials de la globalització i les seves oportunitats. L'organització permet que els governs comparin experiències amb polítiques econòmiques i cerquin respostes als problemes comuns, que identifiquin polítiques internes i externes reeixides.
L'OCDE dona suport als governs per encoratjar la prosperitat i combatre la pobresa per mitjà del creixement econòmic, l'estabilitat financera, el comerç i la inversió, la tecnologia, la innovació, el desenvolupament i la cooperació. Això assegura el creixement econòmic, el desenvolupament social i la protecció ambiental tots junts. Altres propòsits són crear treballs per a tots, així com equitat social, i un govern transparent i efectiu.
L'OCDE té com a propòsit entendre i donar suport als governs per a respondre als nous desenvolupaments i les preocupacions derivades d'aquests. Alguns nous desenvolupaments inclouen l'ajustament estructural, la seguretat d'internet, i els reptes per a reduir la pobresa als països en vies de desenvolupament. Per més de 40 anys, l'OCDE ha estat una de les fonts més grans i més precises amb dades estadístiques, econòmiques i socials. Les bases de dades de l'OCDE inclouen àrees diverses com ara comptes nacionals, indicadors econòmics, força laboral, comerç, ocupació, migració, educació, energia, sanitat, indústria, impostos i l'ambient.

## Estats membres

Estats membres de l'OCDE

Actualment en són trenta-vuit, els membres de ple dret. D'aquests, trenta-quatre són considerats països de renda alta segons el Banc Mundial l'any 2021.
Estats membres i any d'admissió:
| - Alemanya (1961) - Austràlia (1971) - Àustria (1961) - Bèlgica (1961) - Canadà (1961) - Colòmbia (2020) - Corea del Sud (1996) - Costa Rica (2021) - Dinamarca (1961) - Eslovàquia (2000) - Eslovènia (2010) - Espanya (1961) - Estats Units (1961) |  | - Estònia (2010) - Finlàndia (1969) - França (1961) - Grècia (1961) - Hongria (1996) - Irlanda (1961) - Islàndia (1961) - Israel (2010) - Itàlia (1961) - Japó (1964) - Letònia (2016) - Lituània (2010) - Luxemburg (1961) |  | - Mèxic (1994) - Noruega (1961) - Nova Zelanda (1973) - Països Baixos (1961) - Polònia (1996) - Portugal (1961) - Regne Unit (1961) - República Txeca (1995) - Suècia (1961) - Suïssa (1961) - Turquia (1961) - Xile (2010) |

La Comissió Europea també participa de les sessions de treball paral·lelament als estats membres de la Unió Europea, tot i que no hi té dret de vot. A part l'OCDE considera altres països en una llista de socis clau, que malgrat no formar-ne part formalment participen en el dia a dia i s'inclouen en les estadístiques i estudis: Brasil, la República Popular de la Xina, l'Índia, Indonèsia i Sud-àfrica.